# Strategische Adviesraad internationaal Vlaanderen
De Strategische Adviesraad internationaal Vlaanderen (SARiV) was een onafhankelijk adviesorgaan van de Vlaamse regering. Hij adviseerde de Vlaamse regering bij de totstandkoming van haar buitenlands beleid, haar beleid inzake internationaal ondernemen, toerisme en internationale samenwerking. Hij deed dit hetzij op vraag van de Vlaamse regering, hetzij uit eigen beweging. De raad werd opgericht bij decreet van 16 mei 2007 en weer afgeschaft bij decreet van 3 juli 2015.

## Oprichting en afschaffing
De SARiV werd opgericht bij decreet van 16 mei 2007. Dit decreet trad in werking bij besluit van de Vlaamse Regering van 19 oktober 2007.
In het Vlaams Regeerakkoord van 2014-2019 (regering-Bourgeois) werd bepaald dat de SARiV zou worden opgeheven, ondanks de ambitie in datzelfde regeerakkoord om een volwaardig "Vlaams ministerie van Buitenlandse Zaken" uit te bouwen. Bij decreet van 3 juli 2015 betreffende de hervorming van de strategische adviesraden werd de SARiV ook effectief opgeheven. De bepaling trad retroactief in werking op 1 juli 2015. De adviesraad had echter zelf op 22 september 2014 reeds beslist geen adviezen meer uit te brengen.
De adviesraad wordt vervangen door belanghebbendenmanagement bij het Departement Internationaal Vlaanderen. Hierdoor is het beleidsdomein Internationaal Vlaanderen het enige beleidsdomein zonder adviesraad of ander permanent overlegorgaan, ondanks de ambitie in het regeerakkoord om een volwaardig Vlaams ministerie van Buitenlandse Zaken uit te bouwen.

## Samenstelling
De Strategische Adviesraad internationaal Vlaanderen telde 20 leden benoemd voor vier jaar: 10 onafhankelijke deskundigen en 10 vertegenwoordigers van het maatschappelijk middenveld. Deze 20 leden werden benoemd bij Besluit van de Vlaamse Regering tot benoeming van de leden en plaatsvervangers van de Strategische Adviesraad internationaal Vlaanderen. De samenstelling werd omschreven in het oprichtingsdecreet. In overeenstemming met artikel 8 van het decreet van 18 juli 2003 tot regeling van strategische adviesraden oefenden de leden van de strategische adviesraad internationaal Vlaanderen hun functie volledig onafhankelijk van de Vlaamse overheid uit.

## Taak
Artikel 4 van het oprichtingsdecreet van de SARiV omschrijft de taak als volgt:
- uit eigen beweging of op verzoek advies uitbrengen over de hoofdlijnen van het buitenlands beleid en het beleid inzake internationaal ondernemen, internationale samenwerking en toerisme;
- bijdragen tot het vormen van een beleidsvisie over buitenlands beleid, internationaal ondernemen, internationale samenwerking, toerisme en internationale communicatie;
- de maatschappelijke ontwikkelingen op het vlak van internationale politiek, de politieke en economische bilaterale en multilaterale relaties tussen Vlaanderen en zijn partners, de Europese Unie, internationaal ondernemen, internationale samenwerking en toerisme volgen en interpreteren;
- advies uitbrengen over voorontwerpen van decreet met betrekking tot de regelgeving op het vlak van buitenlands beleid, internationaal ondernemen, internationale samenwerking en toerisme;
- uit eigen beweging of op verzoek advies uitbrengen over voorstellen van decreet met betrekking tot de regelgeving op het vlak van buitenlands beleid, internationaal ondernemen, internationale samenwerking en toerisme;
- uit eigen beweging of op verzoek advies uitbrengen over ontwerpen van besluit van de Vlaamse Regering met betrekking tot buitenlands beleid, internationaal ondernemen, internationale samenwerking en toerisme;
- reflecteren over de bij het Vlaams Parlement ingediende beleidsnota's over buitenlands beleid, internationaal ondernemen, internationale samenwerking en toerisme;
- in afwijking van artikel 4, 8°, van het decreet van 18 juli 2003 tot regeling van strategische adviesraden uit eigen beweging of op verzoek advies uitbrengen over ontwerpen van samenwerkingsakkoord die de Vlaamse Gemeenschap of het Vlaamse Gewest wil sluiten met de Staat of met andere gemeenschappen en gewesten;
- in afwijking van artikel 4, 8°, van het decreet van 18 juli 2003 tot regeling van strategische adviesraden uit eigen beweging of op verzoek adviezen uitbrengen over beleidsvoornemens, beleidsplannen en in voorbereiding zijnde regelgeving op niveau van de Europese Unie, alsook over in voorbereiding zijnde internationale verdragen.

## Adviezen
Zie website SARiV: https://web.archive.org/web/20110130223939/http://www.sariv.be/NL/algadviezen/1/